# 董建华 (中医)
董建华（1918年12月17日—2001年1月26日），男，上海青浦人，中国中医学家，中国工程院院士。曾任第五届全国政协委员，第六、七、八届全国人大常委，全国人大教育科学文化卫生委员会委员。

## 生平
1995年，当选中国工程院院士。2001年1月26日在北京逝世，享年83岁。